# Gulbrystet tukan
Gulbrystet tukan (latin: Ramphastos vitellinus) er en fugl i familien tukaner i ordenen spættefugle, der lever i det nordlige Sydamerika.